# Torregrossa
Pour les articles homonymes, voir Torregrossa (homonymie).
Torregrossa est une commune de la province de Lérida, en Catalogne, en Espagne, de la comarque de Pla d'Urgell